# Gumieńce

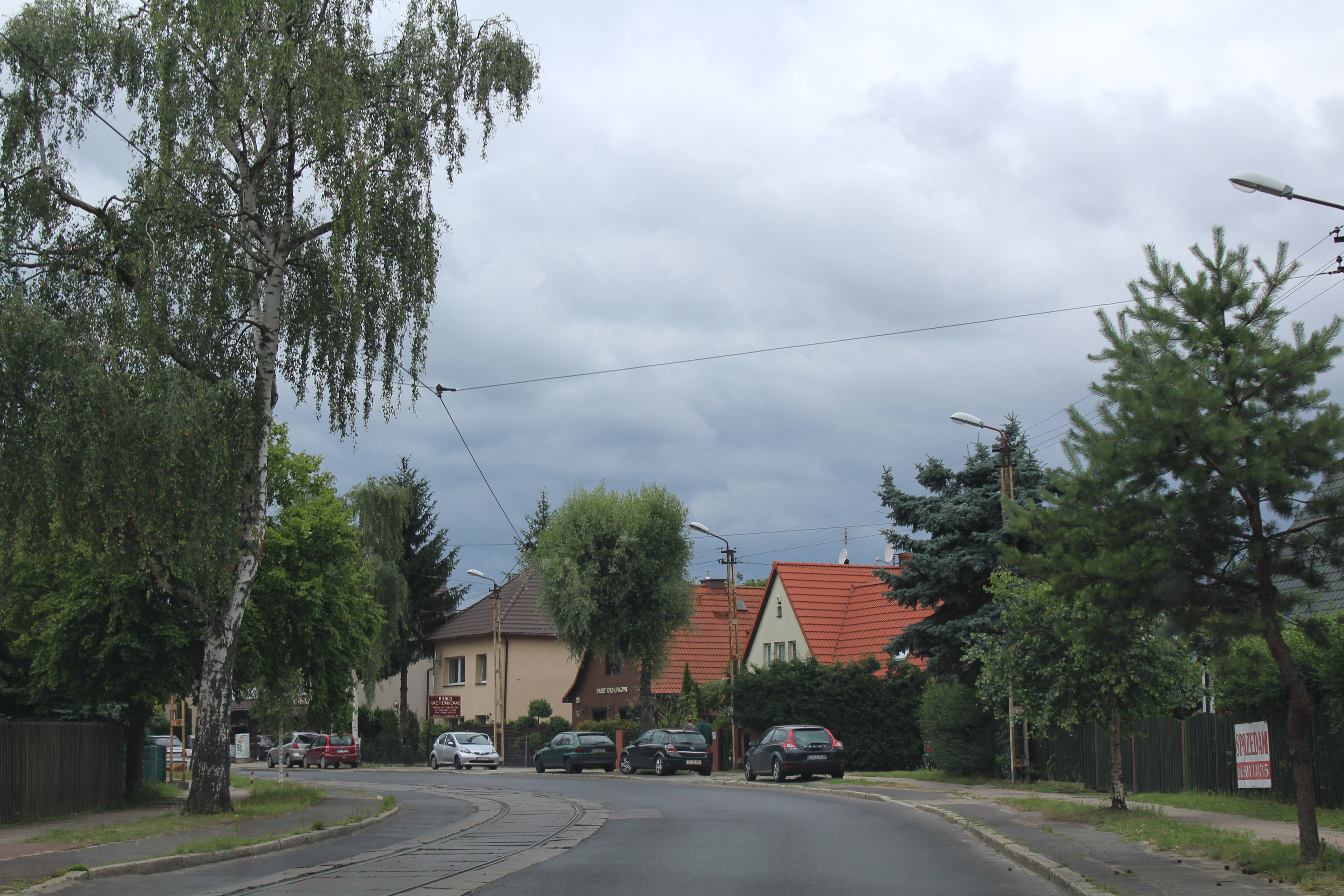
Domy jednorodzinne przy ul. Leopolda Okulickiego

Gumieńce (do 1945 niem. Scheune, łac. Orreum) – część miasta i osiedle administracyjne Szczecina, będące jednostką pomocniczą miasta, położone w dzielnicy Zachód.
Na Gumieńcach zameldowanych jest 21 322 osób.
Na terenie Gumieniec mają swoją siedzibę dwa wydziały Uniwersytetu Szczecińskiego: Humanistyczny (ul. Krakowska) i Zarządzania i Ekonomiki Usług (ul. Cukrowa). Jest to osiedle głównie domków jednorodzinnych. W środkowej części znajduje się blokowiskowe osiedle Reda, zbudowane dla potrzeb pracowników PŻM w latach 80. XX wieku. Przedwojenne Scheune w większej części zamieszkiwała społeczność pracująca w cukrowni, lecz dziś osiedle uchodzi za atrakcyjne.
We wschodniej części Gumieniec położony jest Cmentarz Centralny, a przy ul. Bronowickiej nowo wybudowany Cmentarz Zachodni. Przy południowej granicy osiedla (oraz miasta) znajdowała się i działała do 2003 r. Cukrownia Szczecin. W 2014 r. majątek byłej cukrowni został zakupiony przez dewelopera Alsecco, który od 2015 r. etapami wybudował na terenie byłego zakładu osiedle Nowa Cukrownia. Inwestycja wzbudziła kontrowersje z powodu niemal całkowitej rozbiórki zabytkowych budynków cukrowni. Nieco dalej, przy samej granicy z Warzymicami, na terenie byłej jednostki wojskowej, od 2019 r. budowane jest przez tę samą firmę osiedle Harmonia Gumieńce. W północno-zachodniej części Gumieniec, przy granicy z Mierzynem, powstało centrum handlowe Ster (d. King Cross). Od zachodu osiedle graniczy z gminami Dobra (Mierzyn) i Kołbaskowo (Warzymice), od wschodu z osiedlem Pomorzany, a na północy (Słowieńsko) ze Świerczewem.
Gumieńce pod względem liczby ludności są drugim osiedlem w Szczecinie.

## Toponimia
Początkowo ze względu na podmokły grunt rejon Gumieniec nie był wykorzystywany pod zabudowę mieszkalną, a jedynie jako lokalizacja budynków gospodarczych do przechowywania siana (a zatem znajdowały się tu gumna) – znalazło to odzwierciedlenie w słowiańskiej, niemieckiej i łacińskiej nazwie wsi, która powstała tu po przeprowadzeniu odwodnienia terenu.

## Komunikacja
Przez osiedle przechodzi droga krajowa nr 13 w ciągu ulic Mieszka I i Południowej, prowadząca do przejść granicznych w Kołbaskowie i Rosówku, oraz droga krajowa nr 10 w ciągu ul. Ku Słońcu, prowadząca do przejścia granicznego w Lubieszynie. Na rondzie Hakena bierze swój początek droga krajowa nr 31 (ul. Floriana Krygiera) w kierunku Podjuch i dalej do przejścia granicznego w Słubicach. Gumieńce to również układ komunikacyjny – linie tramwajowe 8 i 10 (których jeden z przystanków końcowych to właśnie Gumieńce) i autobusowe (53, 60, 61, 88, 98, 108, 124, 241, 243, 244) oraz autobusowe nocne (523, 528, 529, 536). Przez osiedle prowadzi także linia autobusowa na żądanie (908). Przez Gumieńce przebiegają dwie linie kolejowe ze Szczecina Głównego do Tantow i do Grambow ze stacją Szczecin Gumieńce.
Dawne przejścia graniczne: kolejowe przejście graniczne w kierunku Pasewalku i Hamburga (Gumieńce-Grambow) oraz w kierunku Berlina (Gumieńce-Tantow).

## Samorząd mieszkańców
Samorząd osiedla Gumieńce został ustanowiony w 1990 roku. Rada Osiedla Gumieńce liczy 21 członków. W wyborach do rad osiedli 20 maja 2007 roku udział wzięło 425 głosujących, co stanowiło frekwencję na poziomie 2,71%.
W wyborach dnia 22 maja 2011 roku wzięło udział 693 osoby co stanowi 4,32%. Był to 11 wynik spośród wszystkich komisji wyborczych. Frekwencja w całym mieście wyniosła 3,17%. W 2015 roku w wyborach wzięło udział 1210 wyborców, był to najlepszy wynik pod względem wydanych kart.

## Symbol
Symbolem osiedla stał się bóbr, który od czasu do czasu widywany jest w pobliżu Ronda Gierosa i Jeziorka Słonecznego.

## Zabytki Gumieniec

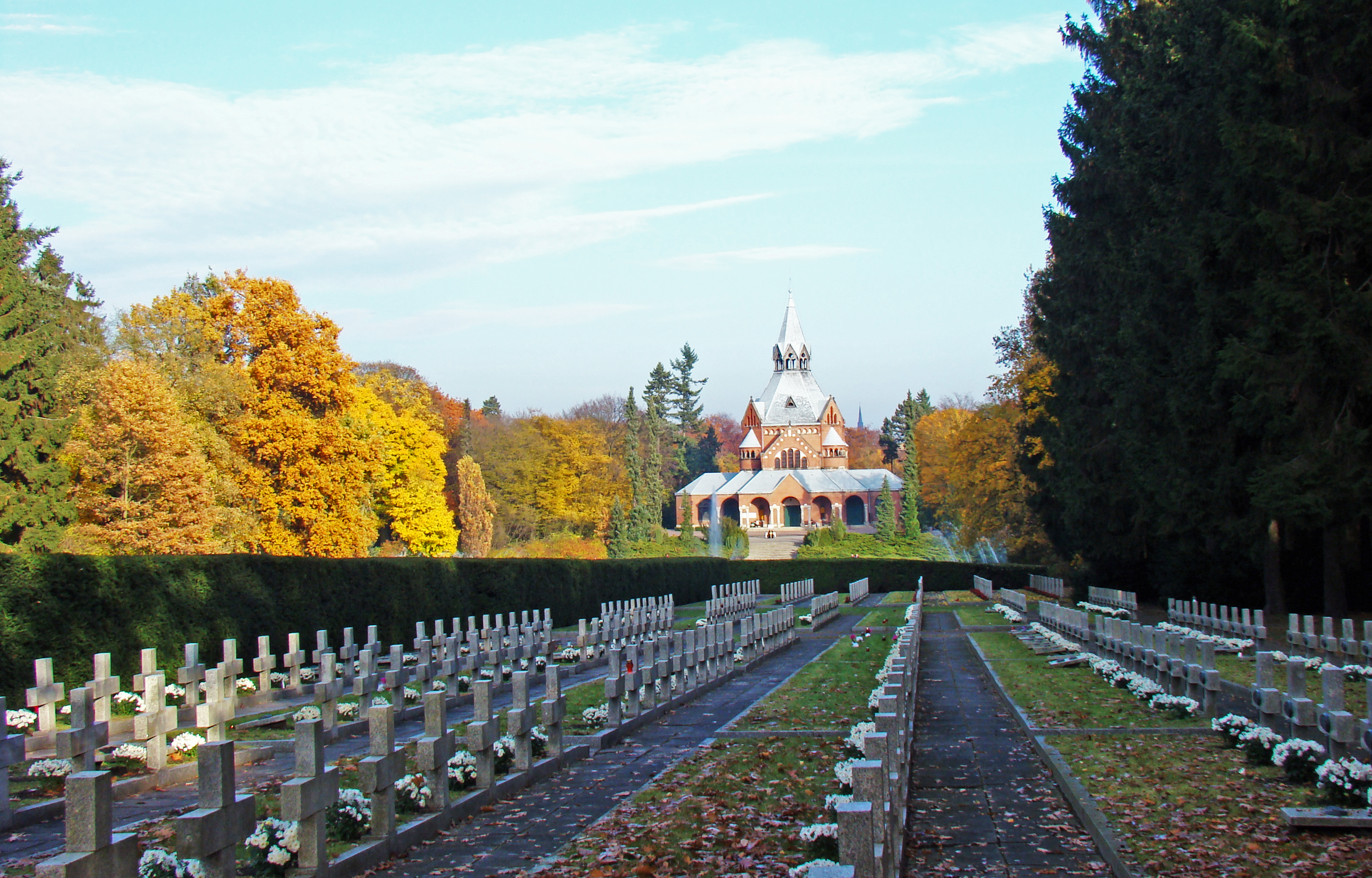
Cmentarz Centralny
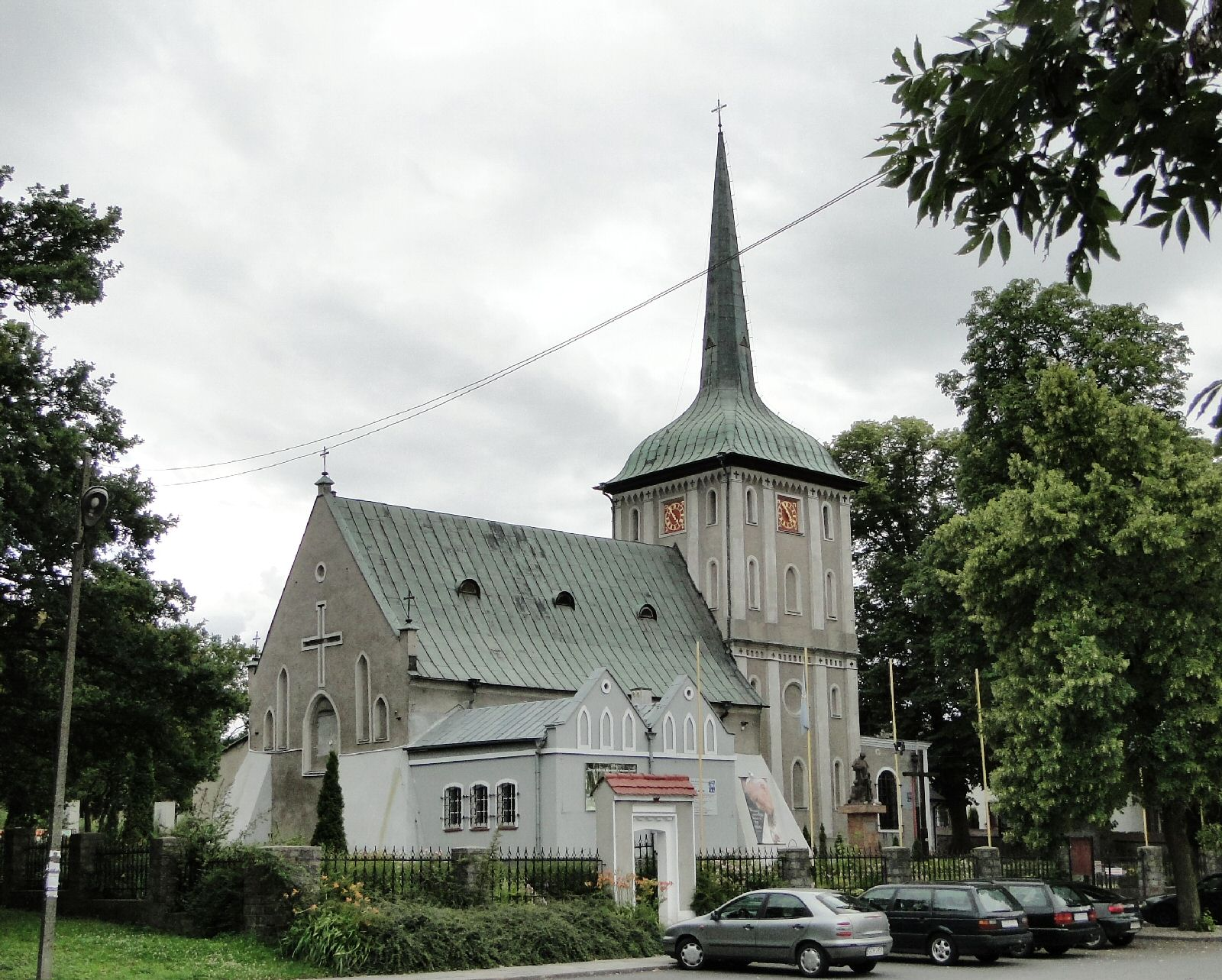
Kościół MB Różańcowej przy ul. Lwowskiej
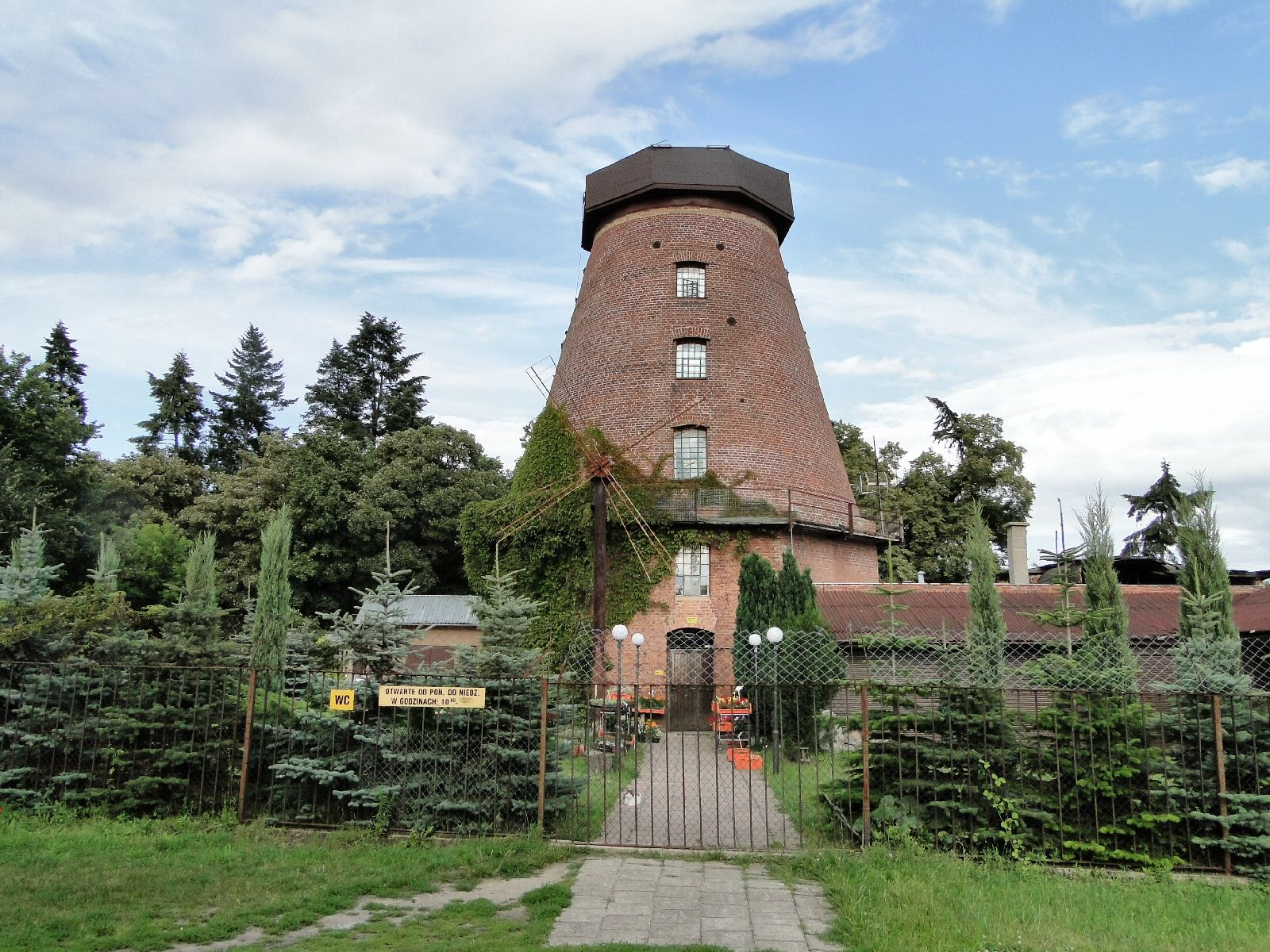
Wiatrak holenderski przy ul. Mieszka I 24
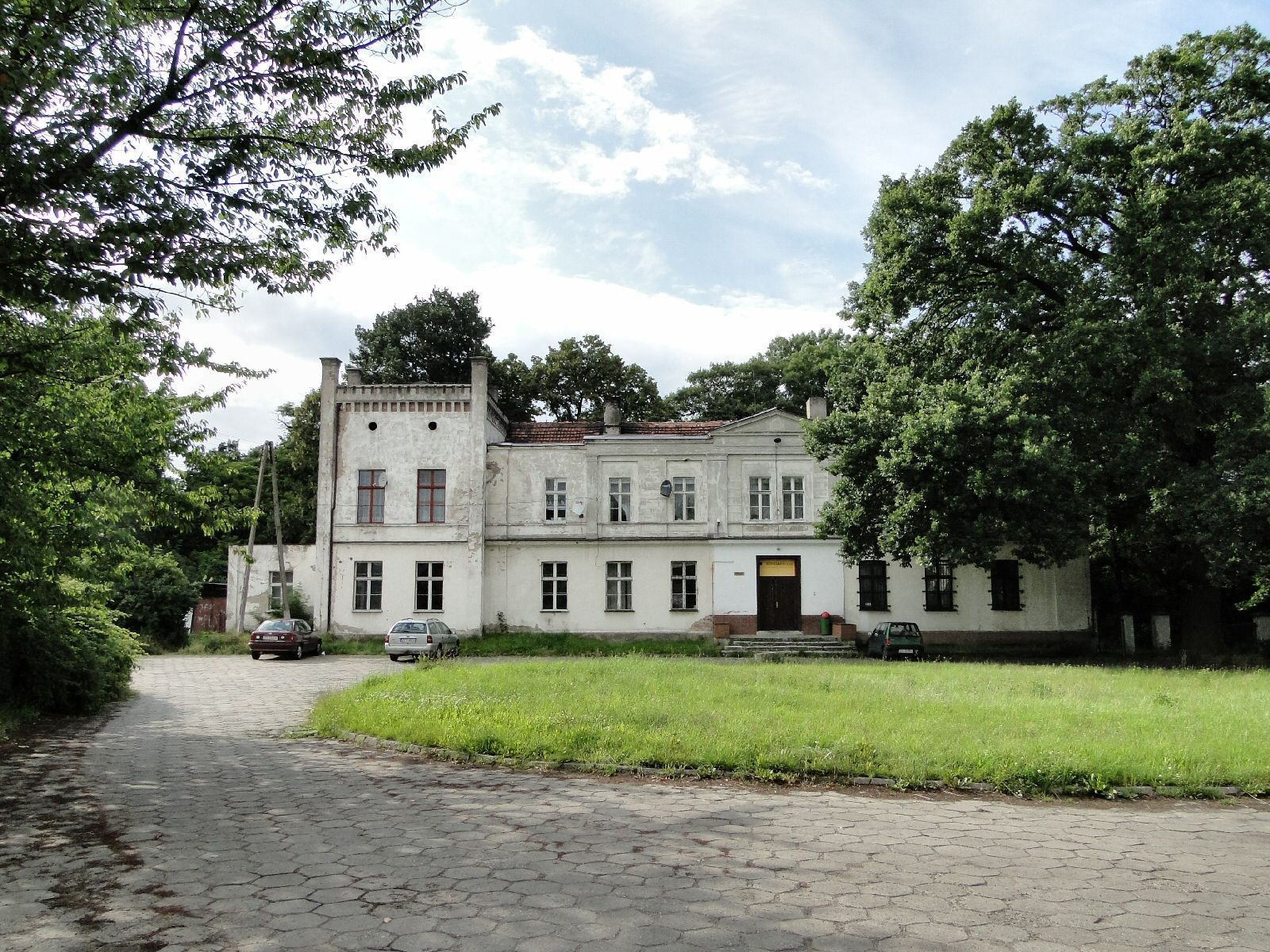
Dwór przy ul. Husarów 1